# 2019年イギリスグランプリ
2019年イギリスグランプリ (2019 British Grand Prix) は、2019年のF1世界選手権第10戦として、2019年7月14日にシルバーストン・サーキットで開催された。
正式名称は「Formula 1 Rolex British Grand Prix 2019」。

## レース前
タイヤ
本レースでピレリが用意するドライタイヤのコンパウンドは、ハード（白）：C1、ミディアム（黄）：C2、ソフト（赤）：C3の組み合わせ。
サーキット
- 開催を目前にした7月9日、シルバーストンでの2024年までの開催契約を結んだことを発表した。サーキット側が高額な開催料金に不満を持ち、開催契約を本年までに短縮しており、シルバーストンでの開催が本年をもって最後になる可能性が懸念されていた。
- オーバーテイク機会を増やすため、前年にDRSゾーンをターン1からターン2に設置して3ヶ所としたが、マーカス・エリクソンとロマン・グロージャンがターン1の高速の右カーブを通過する際にDRSの使用に失敗してクラッシュを喫したことから廃止され、従来の2ヶ所に戻されることになった。

2020年シーズンの動向
マクラーレンは、ランド・ノリスとカルロス・サインツJr.の残留を発表。両者のコンビは2年連続となる。
その他
- ウィリアムズは、チーム創設者のフランク・ウィリアムズのチーム代表就任50周年を讃える特別なメッセージをマシン(FW42)に提示する。1969年に前身のフランク・ウィリアムズ・レーシングカーズとしてF1参戦を開始してから本年で50年を迎える。
- レッドブルは、RB15にイギリスのスパイ映画シリーズ「007」のロゴを掲載した特別カラーリングを施す。主人公のジェームズ・ボンドが乗る「ボンドカー」には何度かアストンマーティンが使用されており、同社がレッドブルのタイトルスポンサーであり、本レースがF1通算1,007戦目であることに合わせたものである。

## エントリーリスト
レギュラーシートについては前戦オーストリアGPから変更なし。チーム名も変更はなかったものの、本年よりハースのタイトルスポンサーとなっているリッチ・エナジーが7月10日に契約終了を突如Twitterで発表した。理由としては前戦オーストリアGPで競合他社のレッドブルが運営するレッドブル・レーシングのマックス・フェルスタッペンが優勝した一方、ケビン・マグヌッセンがコンストラクターズランキング最下位のウィリアムズの後方に沈むなどの成績不振（同GP終了時点でランキング最下位のウィリアムズより1つ上の9位）によるものと同社のCEOがツイートした。だが、7月11日にハース側はスポンサー契約は打ち切られていないと声明を発表。リッチ・エナジー社もハースとの契約は継続中であるという声明を出した。そのため、FIAが発表した同GPのエントリーリスト（下記参照）には「リッチ・エナジー」の名称は残ったままで、ハースのモーターホームにも同社のロゴは掲げられたままとなっている。

## 予選
2019年7月13日 14:00 BST(UTC+1)

### 結果
| 順位                | No. | ドライバー                   | コンストラクター                   | Q1       | Q2       | Q3       | Grid |
| ------------------- | --- | ---------------------------- | ---------------------------------- | -------- | -------- | -------- | ---- |
| 1                   | 77  | バルテリ・ボッタス           | メルセデス                         | 1:25.750 | 1:25.672 | 1:25.093 | 1    |
| 2                   | 44  | ルイス・ハミルトン           | メルセデス                         | 1:25.513 | 1:25.840 | 1:25.099 | 2    |
| 3                   | 16  | シャルル・ルクレール         | フェラーリ                         | 1:25.533 | 1:25.546 | 1:25.172 | 3    |
| 4                   | 33  | マックス・フェルスタッペン   | レッドブル-ホンダ                  | 1:25.700 | 1:25.848 | 1:25.276 | 4    |
| 5                   | 10  | ピエール・ガスリー           | レッドブル-ホンダ                  | 1:26.273 | 1:26.038 | 1:25.590 | 5    |
| 6                   | 5   | セバスチャン・ベッテル       | フェラーリ                         | 1:25.898 | 1:26.023 | 1:25.787 | 6    |
| 7                   | 3   | ダニエル・リカルド           | ルノー                             | 1:26.428 | 1:26.283 | 1:26.182 | 7    |
| 8                   | 4   | ランド・ノリス               | マクラーレン-ルノー                | 1:26.079 | 1:26.385 | 1:26.224 | 8    |
| 9                   | 23  | アレクサンダー・アルボン     | トロ・ロッソ-ホンダ                | 1:26.482 | 1:26.403 | 1:26.345 | 9    |
| 10                  | 27  | ニコ・ヒュルケンベルグ       | ルノー                             | 1:26.568 | 1:26.397 | 1:26.386 | 10   |
| 11                  | 99  | アントニオ・ジョヴィナッツィ | アルファロメオ-フェラーリ          | 1:26.449 | 1:26.519 |          | 11   |
| 12                  | 7   | キミ・ライコネン             | アルファロメオ-フェラーリ          | 1:26.558 | 1:26.546 |          | 12   |
| 13                  | 55  | カルロス・サインツ           | マクラーレン-ルノー                | 1:26.203 | 1:26.578 |          | 13   |
| 14                  | 8   | ロマン・グロージャン         | ハース-フェラーリ                  | 1:26.347 | 1:26.757 |          | 14   |
| 15                  | 11  | セルジオ・ペレス             | レーシング・ポイント-BWTメルセデス | 1:26.649 | 1:26.928 |          | 15   |
| 16                  | 20  | ケビン・マグヌッセン         | ハース-フェラーリ                  | 1:26.662 |          |          | 16   |
| 17                  | 26  | ダニール・クビアト           | トロ・ロッソ-ホンダ                | 1:26.721 |          |          | 17   |
| 18                  | 18  | ランス・ストロール           | レーシング・ポイント-BWTメルセデス | 1:26.762 |          |          | 18   |
| 19                  | 63  | ジョージ・ラッセル           | ウィリアムズ-メルセデス            | 1:27.789 |          |          | 19   |
| 20                  | 88  | ロバート・クビサ             | ウィリアムズ-メルセデス            | 1:28.257 |          |          | 20   |
| 107% time: 1:31.498 |     |                              |                                    |          |          |          |      |
| ソース:             |     |                              |                                    |          |          |          |      |

## 決勝
2019年7月14日 14:10 BST(UTC+1)
2番手スタートのルイス・ハミルトンが今シーズン7勝目を挙げた。ハミルトンにとっては通算80勝目であり、2年ぶりのホームグランプリ制覇であった。ポール・ポジションのバルテリ・ボッタスはセーフティカー出動による影響もあり2位に終わったが、メルセデスは2戦ぶりの1-2フィニッシュを果たした。

### 展開
スタート時、バルテリ・ボッタスが首位で1コーナーを抜けるも、ルイス・ハミルトンが1周目から激しくプレッシャーをかけていく中、ハースの2台はウエリントンストレートでタイヤ同士が軽く接触。タイヤ交換を強いられ、揃って最後方に沈んだ。なお、2台はその後10周を待たずにガレージにマシンを収めた。
メルセデスの2台だけが1分30秒台のタイムを記録しながら、3番手以下とのギャップを広げていく。一方3番手のシャルル・ルクレールは10周目には1分32秒台までタイムが落ち込んでしまい、マックス・フェルスタッペン、セバスチャン・ベッテル、ピエール・ガスリーを従えて防戦一方の展開となった。そんな中、ガスリーは12周目のターン3でベッテルをかわし5番手に浮上。しかし、その周の終わりにピットインし、ハードタイヤを履いてコースに復帰した。
その翌周、ルクレール、フェルスタッペンがピットイン。両者ミディアムタイヤを装着した。ルクレールは理論上2スペック使用義務を果たし、1ストップ戦略を取ったのに対し、フェルスタッペンはミディアムからミディアムへと繋いだため、2ストップの戦略を取ったことが確定した。レッドブルの方がわずかに作業が早く、2台がピットレーンを並走。コースイン時はフェルスタッペンが前に出たものの、タイヤの暖まりはルクレールの方が早く、コース上でルクレールがフェルスタッペンをパスした。その後、フェルスタッペンはルクレールに対して幾度となくオーバーテイクを試みるが、ルクレールが巧みにブロックラインを取ってフェルスタッペンを抑えた。ボッタスは16周目にピットインし、ミディアムタイヤを履いた。こちらもタイヤ交換義務を果たしておらず、ボッタスは2ストップ戦略を採用した。
20周目、アントニオ・ジョビナッツィ（アルファロメオ）がコースアウト。グラベルに捕まってしまい、リタイアとなった。このマシンを回収する為、セーフティカーが出動した。このタイミングで、ピットインを遅らせていたハミルトン、ベッテルがピットに入った。ハミルトンはハードタイヤに履き替え、ボッタスの前に立つことに成功した。それと同時にフェルスタッペンもピットへ。さらにその後もルクレールやクビアトなど、2ストップを想定していたと思われるドライバーたちがピットインし、ハードタイヤにスイッチしていった。ルクレールは、フェルスタッペンよりも1周遅れてピットに入ったことで、6番手に後退した。
24周目にレースが再開。各所で接近戦が繰り広げられた。そんな中、セルジオ・ペレスがニコ・ヒュルケンベルグと接触し、ペレスはフロントウイングを破損。ピットインを強いられた。そしてここでもフェルスタッペンとルクレールが接近し、お互いコース外に飛び出しながらの激しい争いを展開した。メルセデスはファステストラップを更新し合いながらまたも逃げはじめる。フェルスタッペンはガスリーの前に出て4番手に上がり、メルセデスに匹敵するペースを刻みながら3番手のベッテルを追走する体勢に入った。6番手のルクレールは、数周にわたりガスリーを捉えられずにいたが、36周目のターン3でアウト側からガスリーをパスし、5番手に浮上した。
37周目、ストウ・コーナーでフェルスタッペンがベッテルの前に出るが、次のコーナーの減速時にベッテルがミスを犯し、フェルスタッペンに激しく追突した。両者はコース外に弾かれる格好となったが、互いにコースに復帰した。ベッテルはフロントウイングを破損させ、スロー走行した後ピットインし、ウイングとタイヤを交換したのち、最後尾に転落した。フェルスタッペンはマシン後部にダメージを負ったものの、5番手で走行を継続した。この事故は審議対象となり、レース審査委員会はベッテルに10秒のタイムペナルティとペナルティポイント2点加算処置を与えた。
レースの順位はこの時点で1位ハミルトン、2位ボッタス、3位ルクレール、4位ガスリー、5位フェルスタッペンとなっていた。ボッタスはタイヤ交換義務を果たしていないため、3番手ルクレールに対し十分なギャップを作る必要があったが、46周目にピットインした際には22秒ほどまでギャップが開いていたこともあり、ルクレールの前に出ることに成功した。そのままトップでチェッカーを受けたハミルトンはF1通算80勝目となり、歴代最多のイギリスGP6勝目となった。

### 結果
| 順位    | No. | ドライバー                   | コンストラクター                   | 周回数 | タイム/リタイア原因 | Grid | Pts.  |
| ------- | --- | ---------------------------- | ---------------------------------- | ------ | ------------------- | ---- | ----- |
| 1       | 44  | ルイス・ハミルトン           | メルセデス                         | 52     | 1:21:08.452         | 2    | 26 FL |
| 2       | 77  | バルテリ・ボッタス           | メルセデス                         | 52     | +24.928             | 1    | 18    |
| 3       | 16  | シャルル・ルクレール         | フェラーリ                         | 52     | +30.117             | 3    | 15    |
| 4       | 10  | ピエール・ガスリー           | レッドブル-ホンダ                  | 52     | +34.692             | 5    | 12    |
| 5       | 33  | マックス・フェルスタッペン   | レッドブル-ホンダ                  | 52     | +39.458             | 4    | 10    |
| 6       | 55  | カルロス・サインツ           | マクラーレン-ルノー                | 52     | +53.639             | 13   | 8     |
| 7       | 3   | ダニエル・リカルド           | ルノー                             | 52     | +54.401             | 7    | 6     |
| 8       | 7   | キミ・ライコネン             | アルファロメオ-フェラーリ          | 52     | +1:05.540           | 12   | 4     |
| 9       | 26  | ダニール・クビアト           | トロ・ロッソ-ホンダ                | 52     | +1:06.720           | 16   | 2     |
| 10      | 27  | ニコ・ヒュルケンベルグ       | ルノー                             | 52     | +1:12.733           | 10   | 1     |
| 11      | 4   | ランド・ノリス               | マクラーレン-ルノー                | 52     | +1:14.281           | 8    |       |
| 12      | 23  | アレクサンダー・アルボン     | トロ・ロッソ-ホンダ                | 52     | +1:15.617           | 9    |       |
| 13      | 18  | ランス・ストロール           | レーシング・ポイント-BWTメルセデス | 52     | +1:21.086           | 18   |       |
| 14      | 63  | ジョージ・ラッセル           | ウィリアムズ-メルセデス            | 51     | +1 Lap              | 19   |       |
| 15      | 88  | ロバート・クビサ             | ウィリアムズ-メルセデス            | 51     | +1 Lap              | 20   |       |
| 16      | 5   | セバスチャン・ベッテル       | フェラーリ                         | 51     | +1 Lap 1            | 6    |       |
| 17      | 11  | セルジオ・ペレス             | レーシング・ポイント-BWTメルセデス | 51     | +1 Lap              | 15   |       |
| Ret     | 99  | アントニオ・ジョヴィナッツィ | アルファロメオ-フェラーリ          | 18     | アクシデント        | 11   |       |
| Ret     | 8   | ロマン・グロージャン         | ハース-フェラーリ                  | 9      | 接触ダメージ        | 14   |       |
| Ret     | 20  | ケビン・マグヌッセン         | ハース-フェラーリ                  | 6      | 接触ダメージ        | 16   |       |
| ソース: |     |                              |                                    |        |                     |      |       |

ファステストラップ
- ルイス・ハミルトン - 1:27.369（52周目）

ラップリーダー
- 1-16=ボッタス、17-52=ハミルトン

追記
- ^FL - ファステストラップの1点を含む
- ^1 - ベッテルはフェルスタッペンに追突したため、10秒ペナルティとペナルティポイント2点が加算された（合計6点）。ペナルティをピットインで消化しなかったためレースタイムに10秒加算され、15位から16位に降格[18]

## 第10戦終了時点のランキング
|         | 順位 | ドライバー                 | ポイント |
| ------- | ---- | -------------------------- | -------- |
|         | 1    | ルイス・ハミルトン         | 223      |
|         | 2    | バルテリ・ボッタス         | 184      |
|         | 3    | マックス・フェルスタッペン | 136      |
|         | 4    | セバスチャン・ベッテル     | 123      |
|         | 5    | シャルル・ルクレール       | 120      |
| ソース: |      |                            |          |

|         | 順位 | コンストラクター    | ポイント |
| ------- | ---- | ------------------- | -------- |
|         | 1    | メルセデス          | 407      |
|         | 2    | フェラーリ          | 243      |
|         | 3    | レッドブル-ホンダ   | 191      |
|         | 4    | マクラーレン-ルノー | 60       |
|         | 5    | ルノー              | 39       |
| ソース: |      |                     |          |

- 注：ドライバー、コンストラクター共にトップ5のみ表示。